# Coccophagoides abnormicornis
Coccophagoides abnormicornis är en stekelart som beskrevs av Girault 1915. Coccophagoides abnormicornis ingår i släktet Coccophagoides och familjen växtlussteklar. Inga underarter finns listade i Catalogue of Life.